# 바이러스 침입
바이러스 침입(Viral entry)은 바이러스 생활사의 극초기단계에서 바이러스가 숙주세포에 접촉하여 바이러스성 물질을 세포 내부로 들여보내는 것을 말한다. 주 단계는 아래 기술한 바와 동일하다. 바이러스마다 약간의 차이는 있지만 모든 바이러스에서 찾아볼 수 있는 현상이다.

## 세포에 들어가기
부유상태의 바이러스는 열역학적 확산을 통해 움직이는데 바이러스나 세포가 특별한 전하를 띄지 않으므로, 접촉하기 위해선 거의 충돌이 일어날 때까지 움직여야한다. 충돌하면 바이러스 외피나 캡시드에 있는 수용체를 통해 세포막에 있는 수용체 단백질과 상호작용하여 부착(attachment), 혹은 흡착(adsoprtion)을 한다. 이렇게 부착이 발생하면 두 막의 거리가 충분히 가까워져 표면에 있는 다른 단백질들끼리 상호작용하기 시작한다. 외피바이러스로는 인간면역결핍 바이러스와 단순포진바이러스가 있고, 외피가 없는 바이러스로는 박테리오파지가 대표적이다.
부착 이후의 과제는 세포의 방어막인 인지질이중층 세포막을 뚫는 것이다. 이 과정은 다음의 세 가지 전형으로 나뉜다.
1. 막 융합 또는 반융합 상태(Hemifusion state): 세포막에 구멍이 뚫려 바이러스 외피와 연결된다.
2. 세포내이입: 세포가 음식물을 대하듯 세포내이입을 통해 바이러스 입자를 받아들인다.
3. 바이러스 침투(Viral penetration): 캡시드나 유전체가 세포의 세포질로 주사된다.

녹색 형광 단백질을 사용해 실시간으로 바이러스의 감염을 관찰할 수 있다. 침투로부터 복제까지는 수초에서 수시간이 걸린다.

막 융합을 통한 바이러스 침입

### 막 융합
가장 흔한 경우로, 바이러스 외피의 수용체가 세포의 수용체와 결합하여 세포내 신호전달경로를 통해 막에 구멍이 뚫려 융합하는 방식을 의미한다. 따라서 본질적으로는 바이러스 외피가 세포막에 녹아들어 하나가 됨으로써 그 내부의 바이러스 입자가 세포 내로 들어가는 현상이다. 바이러스 외피가 있는 경우만 가능하며, 대표적으로 인간면역결핍 바이러스, KSHV, 단순포진바이러스가 있다.

세포내이입을 통한 바이러스 침입

### 세포내이입
외피가 없는 경우 세포가 음식을 섭취하는 방식인 세포내이입을 통해 세포로 침입할 수 있다. 이는 세포가 바이러스를 영양소나 음식물로 착각하게 하여 이루어진다. 바이러스는 세포 내에 소포의 형태로 침입한 후, 소포를 부수어 세포질 내로 침투한다. 이러한 생활양상을 띄는 바이러스로는 폴리오바이러스, C형 간염 바이러스, 구제역바이러스가 있다.
외피가 있는 바이러스들 중에서도 이러한 방식으로 침입하는 경우가 있다. 새포내이입을 통해 들어가게되는 엔도솜에는 낮은 pH와 단백질분해효소를 제공하는데, 이는 바이러스가 캡시드를 부수고 내부의 유전물질을 쉽게 흩뿌리게 도와준다. 게다가 막 융합과는 달리 세포막의 바이러스 외피의 구성요소가 남아있지 않기 때문에 면역체계에 쉽게 감지되지 않는다는 이점이 있다.

### 바이러스 침투
유전체만을 세포 내로 주사하고 나머지는 세포 외부에 남겨놓는 방식도 있다. 이런 방식은 오직 유전체만으로 복제가 가능한 바이러스에서 행해지는데, 대부분의 양성 단일가닥 RNA 바이러스가 이에 해당된다. 이 바이러스의 경우 침입하자마자 다른 과정 없이 바로 번역이 가능하기 때문이다. 가장 잘 연구된 바이러스는 박테리오파지가 있으며, 특히 박테리오파지 T2의 경우는 세포에 부착한 후 긴 꼬리를 통해 세포막을 뚫어 캡시드에 있는 DNA를 세포 내로 주사한다.

## 이후 과정
바이러스는 침입 이후 여러 단백질들을 활성화시킴으로써 세포에 대한 주도권을 획득한다. 주도권 획득의 일환으로 세포내 방어를 담당하는 단백질에 대한 전사와 번역을 억제하는 일도 일어난다. 이는 종종 세포독성을 띄며 바이러스에 감염된 세포가 사망에 이르는 이유가 된다.
바이러스가 침입 가능한 세포를 민감하다고(susceptible) 한다. 바이러스 입자가 세포내로 침입한 이후 단백질, 유전체 등 바이러스의 내용물을 풀어낸 뒤, 바이러스 복제를 위한 준비를 마친다.